# Волфганг Кетерле
Волфганг Кетерле (рођен 21. октобра 1957) немачки је физичар и професор физике на Масачусетском технолошком институту. Његова истраживања су се фокусирала на експерименте који су хватали и хладили атоме на температуре близу апсолутној нули, а водио је једну од првих група које су реализовале Бозе-Ајнштајнов кондензат у тим системима 1995. године. Заједно са Ериком Корнелом и Карлом Виманом, 2001. године је добио Нобелову награду за физику „за постизање Бозе-Ајнштајнове кондензације у разређеним гасовима алкалних атома, и за рана фундаментална истраживања особина кондензата”.

## Биографија
Кетерле је рођен у Хајделбергу, у немачкој савезној држави Баден-Виртемберг, а школу је похађао у свом родном граду и Епелхајму. Универзитет у Хајделбергу уписао је 1976. године, пре него што се пребацио на Минхенски технички универзитет две године касније, где је 1982. године стекао еквивалент дипломе мастера. Докторирао је експерименталну молекуларну спектроскопију 1986. године, под менторством Херберта Валтера и Хартмута Фигера на Институту квантне оптике Макс Планкс у Гархингу код Минхена, пре него што је започео постдокторско истраживање у Гархингу и на Универзитету у Хајделбергу. Придружио се групи Дејвида Е. Причарда 1990. године у Истраживачкој лабораторији за електронику на Масачусетском технолошком институту. Запослио се на Физичком факултету на МИТ-у 1993. године, а од 1998. године је професор физике. Именован је за помоћног директора Истраживачке лабораторије за електронику 2006. године, а именован је и за директора Центра за ултрахладне атоме на МИТ-у.
Након постизања Бозе-Ајнштајнове кондензације у разблаженим гасовима 1995. године, његова група је 1997. године била у стању да покаже интерференцију између два сударајућа кондензата, као и прву реализацију „атомског ласера”, атомског аналогног оптичког ласера. Поред текућих истраживања Бозе-Ајнштајновог кондензата у ултрахладним атомима, његова најновија достигнућа укључују стварање молекуларног Бозе кондензата 2003. године, као и експеримент из 2005. године који је пружио доказе за „високотемпературну” суперфлуидност у фермионском кондензату.
Кетерле је такође тркач који се децембра 2009. године појавио у часопису Runner's World у рубрици „I'm a Runner” („Ја сам тркач”). Говорио је о томе како је носио своје патике за трчање у Стокхолм када је добио Нобелову награду и срећно трчао у рани сумрак. Завршио је и Бостонски маратон 2013. године, са временом 2:49:16, а 2014. године, у Бостону, оборио је свој лични рекорд са временом 2:44:06.
Кетерле је члан Управног одбора Центра за изврсност у образовању (CEE - Center for Excellence in Education), а учествује у серији истакнутих предавања CEE-овог водећег програма за средњошколце. Члан је и Међународног научног саветодавног комитета аустралијског Центра за будуће нисконапонске електроничке технологије.

## Приватни живот
Кетерле се 2011. године венчао са Мишел Плот. Има петоро деце, троје са Габријеле Кетерле, са којом је био у браку од 1985. до 2001. године.

## Публикације
- K. B. Davis; M. O. Mewes; M. R. Andrews; N. J. van Druten; D. S. Durfee; D. M. Kurn; W. Ketterle (27. 11. 1995). „Bose-Einstein Condensation in a Gas of Sodium Atoms”. Physical Review Letters. 75 (22): 3969—3973. Bibcode:1995PhRvL..75.3969D. PMID 10059782. doi:10.1103/PhysRevLett.75.3969. Непознати параметар |name-list-style= игнорисан (помоћ)
- M. R. Andrews; C. G. Townsend; H.-J. Miesner; D. S. Durfee; D. M. Kurn; W. Ketterle (1997). „Observation of interference between two Bose condensates”. Science. 275 (5300): 637—641. CiteSeerX 10.1.1.38.8970 . PMID 9005843. S2CID 38284718. doi:10.1126/science.275.5300.637. Непознати параметар |name-list-style= игнорисан (помоћ)
- M. O. Mewes; M. R. Andrews; D. M. Kurn; D. S. Durfee; C. G. Townsend; W. Ketterle (27. 1. 1997). „Output Coupler for Bose-Einstein Condensed Atoms”. Physical Review Letters. 78 (4): 582—585. Bibcode:1997PhRvL..78..582M. doi:10.1103/PhysRevLett.78.582. Непознати параметар |name-list-style= игнорисан (помоћ)
- M. W. Zwierlein; C. A. Stan; C. H. Schunck; S. M. F. Raupach; S. Gupta; Z. Hadzibabic; W. Ketterle (2003). „Observation of Bose-Einstein Condensation of Molecules”. Physical Review Letters. 91 (25): 250401. Bibcode:2003PhRvL..91y0401Z. PMID 14754098. S2CID 8342544. arXiv:cond-mat/0311617 . doi:10.1103/PhysRevLett.91.250401. Непознати параметар |name-list-style= игнорисан (помоћ)